# Gabriel(a)
Gabriel(a) es una novela del escritor ecuatoriano Raúl Vallejo, publicada en 2019 por la editorial Penguin Random House. La obra cuenta la historia de Gabriela, una mujer transgénero que se enamora de un ejecutivo quiteño y que se enfrenta a una sociedad discriminatoria para alcanzar su sueño de ser periodista. La trama fue inspirada por la historia de Michelle Valencia, la primera presentadora trans de noticias de Colombia.
Entre las temáticas de la novela se encuentra la constatación de la exclusión social que sufren las personas transgénero, que se ve ejemplificada en las distintas situaciones discriminatorias que tienen que afrontar la protagonista y conocidas suyas, entre ellas la falta de oportunidades laborales, violencia física e incluso el peligro de caer en redes de trata de personas y esclavitud sexual. También explora los cambios sociales que se han dado en cuanto a la aceptación de las poblaciones LGBT por medio de referencias a obras clásicas de la narrativa LGBT latinoamericana y ecuatoriana.
La obra fue ilustrada por el artista ecuatoriano Joaquín Serrano, quien realizó una ilustración para cada capítulo de la novela con una técnica de dibujo con café.

## Argumento
Gabriela arroja una piedra contra una camioneta luego de hartarse de los insultos que le lanzaban el conductor y sus acompañantes. Los hombres de la camioneta deciden perseguirla, por lo que Gabriela empieza a correr mientras recuerda otras ocasiones en que había sufrido violencia y discriminación por ser una mujer transgénero. Recuerda su colegio, en su natal Guayaquil, donde todos la humillaban o golpeaban, así como la discriminación que seguía sufriendo en Quito como estudiante de comunicación social.
Meses atrás había conocido a Miguel, un ejecutivo heterosexual de clase alta que había visitado el bar alternativo Socios luego de enterarse de que su exnovia le había sido infiel. En el bar conoce a Yazmín, una mujer trans que había llegado de Colombia, luego conoce a Gabriela, de quien se siente atraído por la curiosidad que le despertaba. Durante las semanas siguientes Gabriela empieza a salir con Miguel, quien al principio siente vergüenza de que sus conocidos se enteren. Gabriela le cuenta sobre su sueño de volverse presentadora de noticias y de cómo había realizado con éxito sus pasantías universitarias en un canal de televisión, aunque luego solo le ofrecieron el puesto de maquilladora.
Miguel le aconseja en repetidas ocasiones que reduzca su tendencia combativa hacia quienes mostraban prejuicios hacia ella, pero Gabriela le explica toda la discriminación que había sufrido durante su vida y que no estaba dispuesta a seguirla aguantando. Con el pasar del tiempo y de conocerla con más profundidad, Miguel se enamora de forma sincera de Gabriela, e incluso la acompaña al registro civil para cambiar legalmente su nombre a Gabriela y su género a femenino. Ambos pasan muchas otras situaciones juntos, entre ellas un viaje a Montañita en el que Miguel conoce la religiosidad de Gabriela, el miedo y el dolor ante los ataques de una banda que torturaba y golpeaba mujeres trans y que Gabriela reconoce como el grupo de la camioneta que la persiguió al principio de la novela, y la incomprensión de la familia de Miguel, quienes se enteran de su relación con Gabriela y reaccionan con desprecio a la noticia, además de negarse de lleno a aceptarla como pareja de su hijo.
Meses después, Gabriela y Miguel participan juntos en la marcha por el Día Internacional del Orgullo LGBT de Quito, luego van a celebrar a Socios que Gabriela había conseguido finalmente un trabajo como reportera en una radio, también se enteran de que la banda que había estado golpeando y torturando mujeres trans había sido capturada hace poco, con la ayuda de la denuncia de Gabriela. Todos celebran felices y en un momento inesperado de la noche llega una banda de mariachis a cantarle una serenata a Gabriela, mientras Miguel saca un anillo y le propone matrimonio. Gabriela acepta y ambos pasan la noche juntos, conscientes de que el futuro les traerá más pruebas y dificultades que ellos enfrentarán con el amor que sienten el uno por el otro.

## Personajes principales
- Gabriela: es la protagonista de la historia, una mujer transgénero guayaquileña que vive en Quito. Durante su vida ha sufrido de discriminación por su identidad de género, pero se niega a dejar de lado sus aspiraciones o a conformarse con las opciones de vida a las que la sociedad relega a las mujeres transgénero: la prostitución o la peluquería.[8] Sueña con ser presentadora de noticias, pero solo logra conseguir trabajo en un canal de televisión como maquilladora.[3] Al describir a Gabriela, Vallejo expresó que es un personaje que «no se rinde y su lucha es el combate de cada día por la dignidad de su propia persona. A pesar de la discriminación, en el plano laboral, social, o emocional, Gabriela se empecina en ser libre».[9]

- Miguel: es un hombre heterosexual que trabaja como ejecutivo de un banco y que proviene de una familia conservadora cuyo padre es un prestigioso abogado. Luego de romper con su novia visita un bar en el que conoce a Gabriela, quien esa noche vestía un traje amarillo parecido al de Uma Thurman en Kill Bill (2003), y de quien comienza a sentirse atraído. Pronto empiezan una relación amorosa, a pesar de las dudas de Miguel y de los problemas que podría causarle con sus padres.[10][2]

- Yazmín: es una mujer transgénero colombiana que se muda a Ecuador para escapar de la violencia armada de los grupos guerrilleros y paramilitares de su país, dedicada a la prostitución a través de Facebook.[7] Sueña con irse a Europa, lo que la lleva a entrar en contacto con una red de trata de personas.[8]

## Escritura

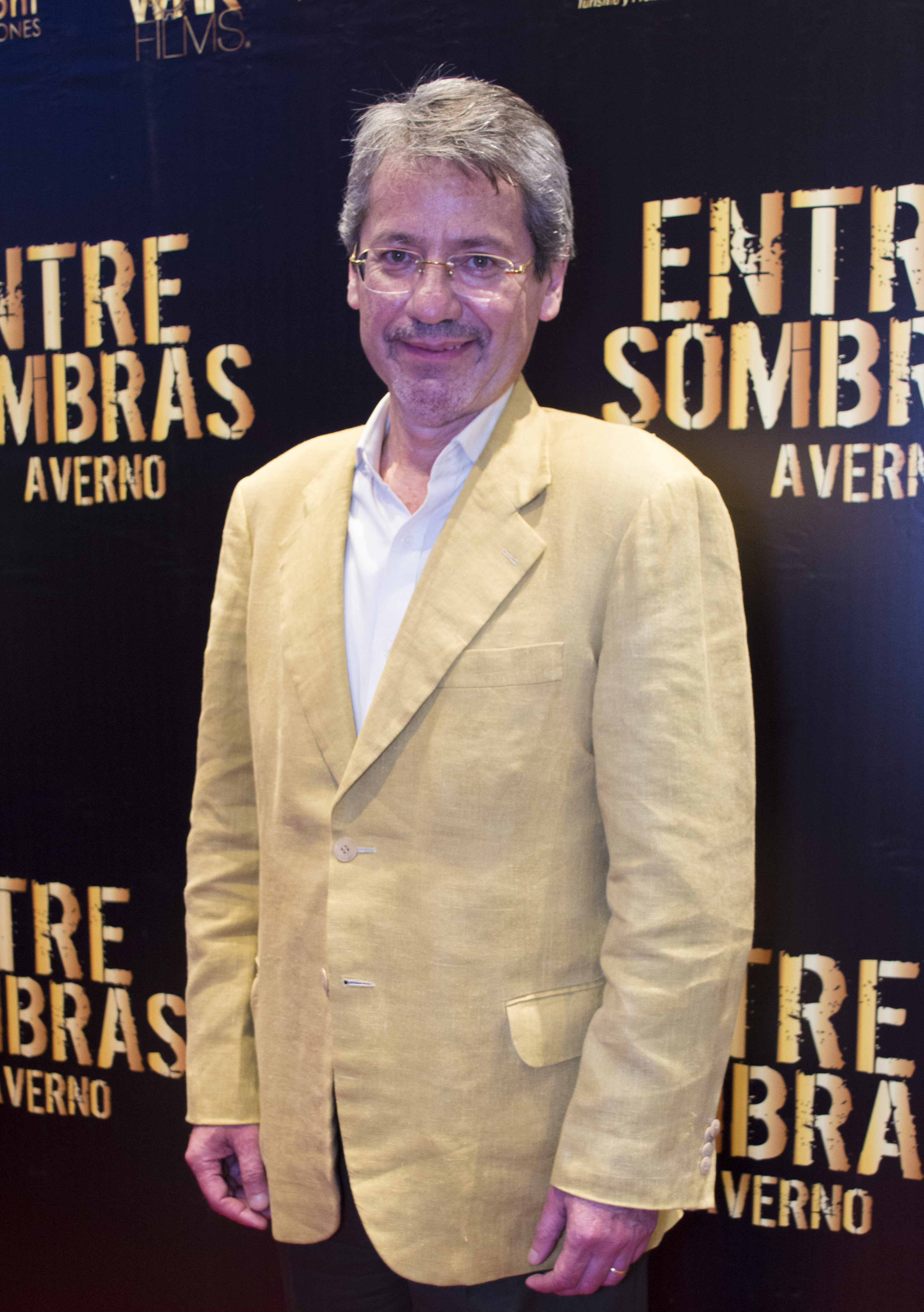
Raúl Vallejo en 2016

De acuerdo a Vallejo, la escritura de la novela nació por la necesidad que sentía de generar una reflexión sobre la discriminación y violencia que sufren las personas transgénero en su intento por ser aceptadas por la sociedad. El personaje de Gabriela fue inspirado por la periodista colombiana transgénero Michelle Valencia, a quien Vallejo conoció en 2011 cuando ella hacía una cobertura de la Feria Internacional del Libro de Bogotá para Canal Capital. Ambos se volvieron amigos y Vallejo comenzó a discutir con ella la idea de escribir un texto basado en su vida. Posteriormente, Vallejo decidió escribir una historia enteramente ficcional, aunque el personaje de Gabriela siguió manteniendo rasgos de Valencia, a quien decidió dedicar el libro.
El desarrollo de la idea para la obra y la investigación sobre el tema le tomó a Vallejo alrededor de tres años. En 2017 inició la escritura del primer borrador, en el que tardó aproximadamente cuatro meses. Posteriormente continuó corrigiendo el texto hasta el año siguiente, cuando presentó el manuscrito al Premio de Novela Corta Miguel Donoso Pareja, que finalmente ganó. Vallejo presentó la obra a concursar con el nombre Gabriel(a), parábola de transeúntes y utilizó el nombre de Michelle Valencia como seudónimo.
La obra retoma y referencia personajes y ubicaciones del cuento Te escribiré de París, publicado por Vallejo en su libro de cuentos Fiesta de solitarios (1992) y en el que también narra la historia del amor entre un hombre heterosexual y una mujer transgénero. Entre los lugares y personajes retomados está el bar alternativo Socios, ubicado en el sector de la Mariscal de Quito, así como Pepe Bruno, el dueño del bar.

## Temas centrales

### Violencia transfóbica
De acuerdo a la crítica literaria Alicia Ortega Caicedo, una de los temáticas recurrentes a lo largo de la novela es la constatación de la exclusión y violencia que sufren las mujeres transgénero en la sociedad, situación retratada desde la primera escena del libro, cuando Gabriela lanza la piedra contra la camioneta de los hombres que la insultaban y debe escapar corriendo. El texto nos muestra seguidamente la discriminación y violencia que ha sufrido en ambientes educativos, laborales y médicos; así como el recuerdo de agresiones brutales a otras mujeres transgénero, que aparece de forma constante en la mente de la protagonista, como se constata en el siguiente fragmento:

Te acuerdas de la noticia, meses atrás: a una chica trans llamada Sara, unos tipos que andaban en una camioneta similar a la de tus perseguidores le habían cortado la mejilla y los labios, el pecho y las piernas, en la 6 de Diciembre y Foch, la madrugada de un sábado, cuando ella caminaba rumbo a un bar.

Vallejo formula la posición de Gabriela ante la discriminación que sufre en una conversación con Miguel, cuando le expresa: «Yo solo quiero caminar por las calles sin que nadie me joda». Más allá de las agresiones físicas, muestra que la violencia que tanto Gabriela como otras mujeres en posición similar sufren no solo viene de sus victimarios, sino de otros sectores de la sociedad como la prensa, tal y como ocurre cuando Gabriela lee en un periódico de crónica roja el titular «Un travesti se sumó a la lista de muertos de La Mariscal» y expresa molesta que lo que debería decir era «Una chica trans fue asesinada por criminales homófobos». Así mismo, la novela recrea el drama de las mujeres transgénero empujadas a la prostitución luego de encontrar todas las puertas laborales cerradas, lo que provoca que algunas terminen en situaciones de tortura o esclavitud sexual a manos de traficantes de personas.
Otro punto en el que la novela hace énfasis es en que la mayoría de los crímenes de odio transfóbicos quedan en la impunidad. De acuerdo a Ortega, el dolor ante esta realidad lo asume el personaje de Pepe Bruno, quien guarda luto por cada compañera perdida y toma el rol de preservador de los testimonios de violencia al anotar en una libreta negra el nombre de cada mujer transgénero asesinada como forma de perpetuar su memoria.

### Nuevas visiones de la diversidad
Los cambios sociales y culturales que han tenido lugar en las últimas décadas respecto a la integración de personas LGBT y los logros en cuanto a igualdad de sus derechos son retratados en la novela al mostrar una nueva visión de la narrativa LGBT, que dialoga con clásicos latinoamericanos del género, pero a la vez da una mirada más positiva y heroica a su trama y protagonista. De acuerdo al catedrático Pedro Artieda, entre las obras referenciadas en Gabriel(a) se encuentran clásicos de la literatura LGBT latinoamericana, como El lugar sin límites, de José Donoso, o Tengo miedo, torero, de Pedro Lemebel. En el caso de la novela de Donoso, la agresión transfóbica que sufre la Manuela al final de la novela posee grandes ecos en la escena inicial de Gabriel(a), con un grupo de hombres que al principio se sienten atraídos por las protagonistas, pero al momento en que sienten que su heterosexualidad entra en juego responden con violencia. Sin embargo, Vallejo da una conclusión opuesta a Donoso en la escena: mientras la Manuela es brutalmente golpeada por sus atacantes, Gabriela les lanza una piedra de forma intrépida, logra escapar del intento de agresión e incluso rocía con gas pimienta a uno de sus perseguidores.
Del lado de la narrativa LGBT ecuatoriana, Vallejo dibuja un marcado contraste con autores como Joaquín Gallegos Lara, Pedro Jorge Vera y Rafael Díaz Ycaza; ya que mientras ellos crearon historias con personas LGBT en los que la voz narrativa mostraba una posición homofóbica, el narrador omnisciente en Gabriel(a) toma una posición reivindicativa a favor de su lucha por alcanzar la igualdad. Otra diferencia con la narrativa LGBT ecuatoriana pasada se encuentra en la decisión de los personajes sobre permanecer o no en el armario, lo que puede verse al comparar Gabriel(a) con cuentos como Te escribiré de París, escrito por el propio Vallejo en la década de 1990, en el que Roberto, un hombre heterosexual enamorado de una mujer transgénero, prefiere ocultar su atracción por el miedo a lo que piense su familia; mientras que en Gabriel(a), Miguel sale abiertamente con ella a sitios turísticos sin avergonzarse de su relación.
Como señala Artieda, el bar Socios, regentado por Pepe Bruno y que también apareció originalmente en el cuento Te escribiré de París, es otro elemento de la historia que simboliza el cambio de significado de la diversidad sexual en la sociedad y la narrativa, pues de haber sido considerado un «antro de pervertidos» en el pasado, pasa a ser el sitio en el que nace el amor entre Gabriela y Miguel.

## Recepción
La novela fue elegida de forma unánime como ganadora de la edición de 2018 del Premio de Novela Corta Miguel Donoso Pareja, entregado por el municipio de Guayaquil. El jurado, compuesto por Marcelo Báez, Cecilia Velasco y Elsa Cortés, aseveró en su decisión que le entregaba el premio por «abordar la otredad desde diversas perspectivas, por la construcción de personajes sólidos y por narrar el tránsito de un personaje dispuesto a pasar por varios umbrales para conquistar su propia identidad». Báez calificó además a la novela como una «recuperación total del registro coloquial que está entre lo heteronormativo y lo queer y hay una fuerte militancia hacia lo GLBTI».
La novela recibió opiniones positivas tras su publicación, algunas de las cuales destacaron la importancia de tratar temáticas como esta en sociedades en que aún existe discriminación por la identidad de género. El escritor Eduardo Varas alabó la habilidad con que Vallejo construyó el personaje de Gabriela, a quien calificó de «personaje fuerte, enfocado en su libertad, en esa necesidad tan humana como natural de ser feliz». Opiniones similares recibió de Juliana Vargas, en un artículo del diario colombiano El Espectador, quien se refirió de forma positiva al poder de empatía empleado por el autor para meterse en la mente del personaje principal y narrar su experiencia.
El diario ecuatoriano Expreso la ubicó en su lista de los diez libros que marcaron el 2019 y aseveró que era una obra necesaria que «debe ser leída y compartida».